# لوسيوس أميليوس باولوس (قنصل 219 قبل الميلاد)
 لُوسِيُوس أَمِيلِيُوس بَأوُلُّوس  (باللاتينية: Lucius Aemilius Paullus) (المتوفي في عام 216 ق.م) قائد روماني، كان قنصل لمرتين في عامي 219 ق.م. و216 ق.م، وهو والد «إيميليا تيرتيا» زوجة سكيبيو الإفريقي.
أثناء فترته الأولى كقنصل مع ماركوس ليفيوس، هزم "ديمتريوس ملك فاروس، أثناء الحرب الإيليرية الثانية، وأجبروه على الفرار إلى بلاط الملك فيليب الخامس ملك مقدونيا. لكنه اتهم لاحقا، هو وزميله بتقسيمهم غير العادل للغنائم، ثم تم تبرئته بعد ذلك.
خلال الحرب البونيقية الثانية، كانت فترته الثانية كقنصل مع جايوس ترينتيوس فارو. في معركة كاناي، تشارك هو وفارو القيادة. قرر فارو مهاجمة القرطاجيين يوم المعركة مخالفا رأي باولوس، وانتهت المعركة بهزيمة ساحقة للرومان. قتل باولوس في المعركة في حين تمكن فارو من الفرار.
ساهم باولوس في اختراع المنجنيق، كما كانت له مساهمات في مجال الطب.